# Cheirammina
Cheirammina es un género de foraminífero bentónico considerado como nomen nudum e invalidado, y, aunque de estatus incierto, podría ser perteneciente al Suborden Astrorhizina del Orden Astrorhizida. No fue asignada su especie-tipo, aunque Cheirammina (Astrorhiza) monodactylus podría ser considerada como tal. Su rango cronoestratigráfico abarcaba el Holoceno.

## Discusión
Clasificaciones previas incluirían Cheirammina en el Suborden Textulariina y/o Orden Textulariida Fue originalmente incluido en el grupo llamado Arénacés, junto con Astrorhiza y otros aglutinados. Las especies de Cheirammina se propusieron con el nombre genérico de Cheiropsis.

## Clasificación
Cheirammina incluía a la siguiente especie:
- Cheirammina monodactylus

Otras especies consideradas en Cheirammina, pero con el nombre genérico de Cheiropsis, son:
- Cheirammina decadactylus
- Cheirammina diplodactylus
- Cheirammina ennadactylus
- Cheirammina heptadactylus
- Cheirammina hexadactylus
- Cheirammina octodactylus
- Cheirammina pentedactylus
- Cheirammina tetradactylus
- Cheirammina triadactylus